# Polle Fiction
Polle Fiction är en dansk film från 2002 i regi av Søren Fauli(da).

## Handling
Polle bor i en mindre stad på landet. En dag när han ska göra rent maskinen där han arbetar, skadar han sig allvarligt och hamnar på sjukhus med svåra skador i huvudet. Som kompensation för sina skador erbjuds han en stor summa pengar, pengar som singelmamman Lillian plötsligt också vill vara med och dela på...

## Rollista (i urval)
- Jens Andersen
- Per Otto Bersang Rasmussen
- Henrik Bechman
- Petrine Agger
- Sigri Mitra Gaïni